# Nicolas Rashevsky
Nicolas Rashevsky (Chernígov, Imperio ruso; 9 de noviembre de 1899-Holland, Míchigan; 16 de enero de 1972) fue un biólogo teórico ucraniano. Habiendo nacido en Chernígov, actual Ucrania, estudió física matemática en Rusia, Praga y París.  
En 1929, se trasladó a Estados Unidos, donde comenzó a trabajar en la Universidad de Pittsburg y, más tarde, en la de Chicago, donde colaboró con Ludwig von Bertalanffy. A partir de 1938 Rashevsky dirige el Bulletin of Mathematical Biophysics.

## Obra
- Biología teórica: Rashevsky es uno de los representantes más sobresalientes de la biología teórica, siendo uno de los pioneros en la aplicación de modelos matemáticos, desde un enfoque biofísico, a problemas biológicos.
- Neurociencia: Rashevsky es uno de los padres del conexionismo. En este campo, estudió las redes neuronales a través de modelos matemáticos de representación y los flujos de información en el cerebro, con lo que estableció líneas de proximidad con las nuevas vertientes de la ciencia y el pensamiento definidas por la cibernética.